# Serie A (Italia) 1982-83
La Serie A 1982–83 fue la 81.ª edición del campeonato de fútbol de más alto nivel en Italia y la 51.ª bajo el formato de grupo único. A.S. Roma ganó su 2° scudetto.

## Equipos participantes
| Equipo         | Ciudad        | Estadio               |
| -------------- | ------------- | --------------------- |
| Ascoli         | Ascoli Piceno | Cino e Lillo Del Duca |
| Avellino       | Avellino      | Partenio              |
| Cagliari       | Cagliari      | Sant'Elia             |
| Catanzaro      | Catanzaro     | Comunale de Catanzaro |
| Cesena         | Cesena        | La Fiorita            |
| Fiorentina     | Florencia     | Comunale de Florencia |
| Genoa          | Génova        | Luigi Ferraris        |
| Internazionale | Milán         | San Siro              |
| Juventus       | Turín         | Comunale de Turín     |
| Napoli         | Nápoles       | San Paolo             |
| Pisa           | Pisa          | Arena Garibaldi       |
| Roma           | Roma          | Olímpico de Roma      |
| Sampdoria      | Génova        | Luigi Ferraris        |
| Torino         | Turín         | Comunale de Turín     |
| Udinese        | Údine         | Friuli                |
| Verona         | Verona        | Marcantonio Bentegodi |

## Clasificación
| Pos. | Equipo         | Pts. | PJ | G  | E  | P  | GF | GC | Dif. | Clasificación                                |
| ---- | -------------- | ---- | -- | -- | -- | -- | -- | -- | ---- | -------------------------------------------- |
| 1    | Roma (C)       | 43   | 30 | 16 | 11 | 3  | 47 | 24 | +23  | Clasificado a la Copa de Campeones de Europa |
| 2    | Juventus       | 39   | 30 | 15 | 9  | 6  | 49 | 26 | +23  | Clasificado a la Recopa de Europa            |
| 3    | Internazionale | 38   | 30 | 12 | 14 | 4  | 40 | 23 | +17  | Clasificado a la Copa de la UEFA             |
| 4    | Verona         | 35   | 30 | 11 | 13 | 6  | 37 | 31 | +6   | Clasificado a la Copa de la UEFA             |
| 5    | Fiorentina     | 34   | 30 | 12 | 10 | 8  | 36 | 25 | +11  |                                              |
| 6    | Udinese        | 32   | 30 | 6  | 20 | 4  | 25 | 29 | −4   |                                              |
| 7    | Sampdoria      | 31   | 30 | 8  | 15 | 7  | 31 | 30 | +1   |                                              |
| 8    | Torino         | 30   | 30 | 9  | 12 | 9  | 30 | 28 | +2   |                                              |
| 9    | Avellino       | 28   | 30 | 8  | 12 | 10 | 29 | 34 | −5   |                                              |
| 10   | Napoli         | 28   | 30 | 7  | 14 | 9  | 22 | 29 | −7   |                                              |
| 11   | Genoa          | 27   | 30 | 6  | 15 | 9  | 34 | 38 | −4   |                                              |
| 12   | Pisa           | 27   | 30 | 8  | 11 | 11 | 27 | 27 | 0    |                                              |
| 13   | Ascoli         | 27   | 30 | 9  | 9  | 12 | 32 | 37 | −5   |                                              |
| 14   | Cagliari (D)   | 26   | 30 | 6  | 14 | 10 | 23 | 33 | −10  | Descenso a Serie B                           |
| 15   | Cesena (D)     | 22   | 30 | 4  | 14 | 12 | 22 | 35 | −13  | Descenso a Serie B                           |
| 16   | Catanzaro (D)  | 13   | 30 | 2  | 9  | 19 | 21 | 56 | −35  | Descenso a Serie B                           |

 Fuente: BDFutbol
|           |
| Campeón   |
| AS Roma   |
| 2º título |

## Resultados
| Local \ Visitante | ASC | AVE | CAG | CAT | CES | FIO | GEN | INT | JUV | NAP | PIS | ROM | SAM | TOR | UDI | VER |
| ----------------- | --- | --- | --- | --- | --- | --- | --- | --- | --- | --- | --- | --- | --- | --- | --- | --- |
| Ascoli            | —   | 2–1 | 2–0 | 3–2 | 1–1 | 1–0 | 0–0 | 0–0 | 2–0 | 2–1 | 2–2 | 1–1 | 2–0 | 2–0 | 3–0 | 2–3 |
| Avellino          | 2–0 | —   | 0–0 | 4–0 | 1–0 | 2–0 | 2–0 | 1–2 | 1–1 | 0–0 | 1–0 | 1–1 | 0–0 | 2–0 | 1–1 | 3–0 |
| Cagliari          | 3–1 | 1–1 | —   | 1–0 | 0–0 | 0–0 | 1–1 | 0–2 | 1–2 | 1–0 | 1–1 | 1–3 | 1–0 | 0–0 | 0–0 | 2–1 |
| Catanzaro         | 1–0 | 1–1 | 1–2 | —   | 1–1 | 0–1 | 2–2 | 1–2 | 1–2 | 1–2 | 0–2 | 0–0 | 1–1 | 0–0 | 1–1 | 2–1 |
| Cesena            | 1–1 | 2–0 | 0–0 | 0–0 | —   | 3–3 | 0–1 | 2–2 | 2–2 | 0–0 | 0–0 | 1–1 | 0–2 | 2–0 | 1–0 | 1–2 |
| Fiorentina        | 1–0 | 3–0 | 3–1 | 4–0 | 4–0 | —   | 2–1 | 0–0 | 0–1 | 1–0 | 2–1 | 2–2 | 3–1 | 0–0 | 1–2 | 1–1 |
| Genoa             | 0–0 | 1–1 | 3–0 | 4–1 | 2–1 | 0–3 | —   | 2–3 | 1–0 | 0–0 | 1–0 | 1–1 | 1–1 | 1–1 | 2–3 | 0–1 |
| Internazionale    | 2–0 | 2–0 | 2–0 | 5–0 | 3–1 | 0–0 | 2–1 | —   | 0–0 | 2–2 | 0–1 | 0–0 | 1–2 | 1–3 | 1–1 | 1–1 |
| Juventus          | 5–0 | 4–1 | 1–1 | 3–1 | 2–0 | 3–0 | 4–2 | 0–2 | —   | 3–0 | 3–2 | 2–1 | 1–1 | 1–0 | 4–0 | 0–0 |
| Napoli            | 0–0 | 1–1 | 1–0 | 2–0 | 1–0 | 1–0 | 1–1 | 1–1 | 0–0 | —   | 2–1 | 1–3 | 0–1 | 1–0 | 0–0 | 1–2 |
| Pisa              | 2–1 | 2–0 | 0–0 | 0–0 | 1–0 | 0–0 | 0–0 | 1–1 | 0–0 | 2–0 | —   | 1–2 | 3–2 | 0–1 | 0–0 | 0–1 |
| Roma              | 2–1 | 2–0 | 1–0 | 2–0 | 1–0 | 3–1 | 2–0 | 2–1 | 1–2 | 5–2 | 3–1 | —   | 1–0 | 3–1 | 0–0 | 1–0 |
| Sampdoria         | 1–1 | 0–0 | 1–1 | 4–2 | 0–0 | 0–0 | 2–2 | 0–0 | 1–0 | 1–1 | 1–0 | 1–0 | —   | 0–0 | 1–3 | 2–2 |
| Torino            | 2–0 | 4–1 | 3–2 | 1–0 | 0–1 | 2–0 | 1–1 | 0–0 | 3–2 | 1–1 | 0–2 | 1–1 | 3–0 | —   | 0–0 | 1–1 |
| Udinese           | 2–1 | 1–1 | 1–1 | 2–1 | 3–1 | 0–0 | 1–1 | 0–0 | 0–0 | 0–0 | 1–1 | 1–1 | 0–4 | 2–2 | —   | 0–0 |
| Verona            | 2–1 | 3–0 | 2–2 | 3–1 | 1–1 | 0–1 | 2–2 | 1–2 | 2–1 | 0–0 | 2–1 | 1–1 | 1–1 | 1–0 | 0–0 | —   |